# Епархия Уараса

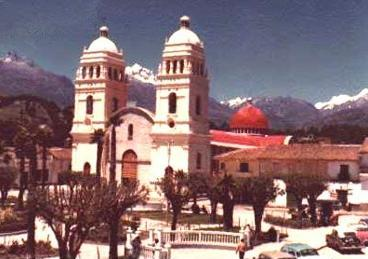
Первый собор Уараса, разрушенный во время землетрясения 1970-го года

 Епархия Уараса  (лат. Dioecesis Huarazensis) — епархия Римско-Католической церкви с центром в городе Уарас, Перу. Епархия Уараса входит в митрополию Трухильо. Кафедральным собором епархии Уараса является церковь святого Себастьяна в городе Уарас.

## История
15 мая 1899 года Римский папа Лев XIII издал буллу «Gubernium Ecclesiale», которой учредил епархию Уараса, выделив её из архиепархии Лимы. В этот же день епархия Уараса вступила в митрополию Лимы.
23 мая 1943 года епархия Уараса вошла в митрополию Трухильо.
15 мая 1958 года епархия Уараса передала часть своей территории в пользу возведения новой епархии Уачо и апостольской префектуре Уари (сегодня — епархия Уари). 26 ноября 1962 года епархия Уараса передала часть своей территории новой территориальной прелатуре Чимботе (сегодня — Епархия Чимботе).
В 1970 году в Уарасе произошло сильное землетрясение, во время которого был полностью разрушен первый кафедральный собор Уараса.

## Ординарии епархии
- епископ Mariano Holguín (2.07.1904 — 30.05.1906) — назначен епископом Арекипы
- епископ Pedro Pascual Francesco Farfán (5.03.1907 — 19.04.1918) — назначен епископом Куско
- епископ Domingo Juan Vargas (26.08.1920 — 1.08.1936)
  - Sede vacante (1936—1940)
- епископ Mariano Jacinto Valdivia y Ortiz (15.12.1940 — 17.12.1956) — назначен епископом Уанкайо
- епископ Teodosio Moreno Quintana (17.12.1956 — 21.09.1971)
- епископ Fernando Vargas Ruiz de Somocurcio (21.09.1971 — 18.01.1978) — назначен архиепископом Пьюры
- епископ Emilio Vallebuona Merea (18.01.1978 — 30.08.1985) — назначен архиепископом Уанкайо
- епископ José Ramón Gurruchaga Ezama (3.01.1987 — 14.12.1996) — назначен епископом Лурина
- епископ José Eduardo Velásquez Tarazona (январь 1997 — 14.12.1999) — апостольский администратор
- епископ Ivo Baldi Gaburri (14.12.1999 — 4.02.2004)
- епископ José Eduardo Velásquez Tarazona (4.02.2004 — по настоящее время)

## Источник
- Annuario Pontificio, Ватикан, 2007